# Đảo nhỏ

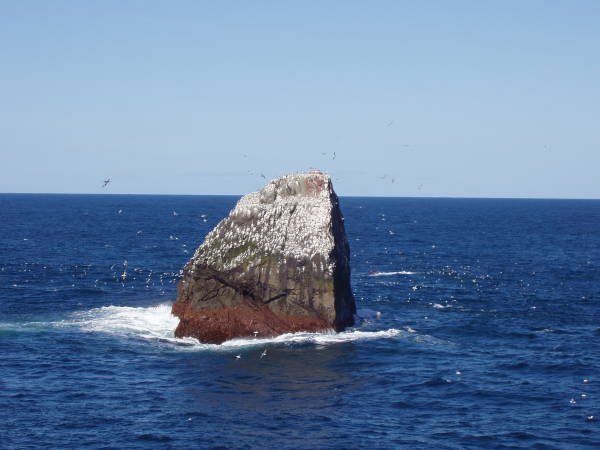
Đảo nhỏ/hòn đá Rockall thuộc bắc Đại Tây Dương

Đảo nhỏ (tiếng Anh: islet) hay hòn là khái niệm chung để chỉ một đảo có kích thước rất nhỏ. Tuy nhiên, chưa có tiêu chuẩn định ra giới hạn tối đa để một hòn đảo còn được gọi là đảo nhỏ.

## Các loại đảo nhỏ
Một đảo nhỏ có thể là một:
- Hòn đá nổi, hòn đảo đá (rock) - trong mặt nghĩa "đảo nhỏ" thì hòn đá nổi là một địa hình cấu tạo bởi đá, nằm ngoài khơi, không có người ở và có thảm thực vật phát triển ở mức độ tối thiểu. Ví dụ: hòn Tháp thuộc quần đảo Hoàng Sa.
- Đê cát nổi.
- Khối đá tàn dư - Một khối đá thon, vươn lên thẳng đứng từ mặt nước.
- Đảo phụ cận (subsidiary islet) - Đảo phụ cận là một phần đất bị ngăn cách bởi nước và nằm ngoài khơi của một đảo lớn hơn. Tương tự như vậy, bất kì phần đất nổi nào thuộc vành san hô của một rạn san hô vòng thì cũng được gọi là đảo nhỏ.
  - Đảo triều - thường là đảo nhỏ (nghĩa là không phải lúc nào cũng là đảo nhỏ).
- Bãi giữa, cù lao, cồn - Một bãi đất nằm giữa dòng sông hoặc một đảo cát thấp ngoài khơi.

## Công ước Liên Hợp Quốc về Luật biển
Việc phân biệt giữa hòn đá (đảo nhỏ) với đảo thực thụ mang ý nghĩa pháp lý cực kì quan trọng, quyết định liệu nó có được hưởng vùng đặc quyền kinh tế và thềm lục địa hay không. Khoản 3, Điều 121 ("Chế độ các đảo") của Công ước Liên Hợp Quốc về Luật biển quy định:
Những hòn đảo đá nào không thích hợp cho con người đến ở hoặc cho một đời sống kinh tế riêng, thì không có vùng đặc quyền về kinh tế và thềm lục địa. [Rocks which cannot sustain human habitation or economic life of their own shall have no exclusive economic zone or continental shelf.]

Một ví dụ về tình trạng tranh chấp phân định biển do một đảo nhỏ gây ra là trường hợp đảo Rắn (tiếng Ukraina: Острів Зміїний, Ostriv Zmiinyi; tiếng România: Insula şerpilor) giữa Ukraina và România. Phía România cho rằng đảo Rắn chỉ là một hòn đảo đá, không có khả năng duy trì đời sống kinh tế riêng và do vậy không được hưởng vùng đặc quyền kinh tế và thềm lục địa. Ngược lại, Ukraina cho rằng đảo Rắn rõ ràng là một đảo thực thụ; trên đảo có người sinh sống và có khả năng duy trì đời sống kinh tế riêng.
Trong thực tế xét xử các vụ tranh chấp lãnh thổ, Toà án Công lý Quốc tế thỉnh thoảng bỏ qua các đảo nhỏ và không xem xét hiệu lực của chúng dù cho các đảo này có người sinh sống hay là không. Năm 1985, khi xét xử vụ tranh chấp thềm lục địa giữa Libya và Malta, Toà kết luận rằng việc bỏ qua đảo nhỏ Filfla khi vạch đường trung tuyến tạm thời là công bằng. Năm 2009, khi xét xử vụ tranh chấp phân định biển giữa România và Ukraine, Toà chỉ xem đảo Rắn là "hòn đảo đá" nên chỉ hưởng 12 hải lý biển xung quanh, không được hưởng vùng đặc quyền kinh tế và thềm lục địa.